# Pheidole acutidens
Pheidole acutidens är en myrart som först beskrevs av Santschi 1922.  Pheidole acutidens ingår i släktet Pheidole och familjen myror. IUCN kategoriserar arten globalt som sårbar. Inga underarter finns listade i Catalogue of Life.